# 儲右文
储右文，字云章，清朝官员。
储右文為進士儲方慶長子。康熙十六年（1677年）中舉人，铨选湖广京山縣知縣。著有《扬义堂集》四卷。《文蝶》十卷。
弟儲大文、在文、郁文、雄文皆中進士。兄弟五人，皆有科名，為一時盛事。